# Shelly Manne
Shelly Manne (Nova York, 11 Junho de 1920 - 26 de Setembro de 1984) foi um baterista de jazz estadunidense .
Era frequentemente associado ao West Coast Jazz que é uma forma de jazz criada em Los Angeles nos anos 50/60. Manne ficou conhecido pela sua agilidade e tocou não só West Coast mas também outros estilos musicais como swing, bebop, fusion, Dixieland, entre outros.
Tanto o seu pai como os seus tios eram bateristas. Desde criança que começou a admirar vários bateristas da altura como Jo Jones e Dave Tough. O seu primeiro trabalho profissional com uma banda conhecida foi com a Bobby Byrne Orchestra em 1940. Durante esta época Shelly Manne começou a ficar conhecido e começou a tocar com estrelas de jazz como Coleman Hawkins, Charlie Shavers e Don Byas. Casa-se em 1943 com Florence Butterfield, casamento que iria durar até Manne morrer passados 41 anos. Quando o bebop começou a mudar o jazz nos anos 40, Manne rapidamente adaptou-o ao seu estilo actuando com Dizzy Gillespie e Charlie Parker na trompete e no saxofone respectivamente. Durante este período actuou também com outras futuras estrelas como Flip Phillips, Charlie Ventura, Lennie Tristano e Lee Konitz.
O caminho para o estrelato começou a sério quando fez parte das bandas de Woody Herman e de Stan Kenton no inicio da década de 50 ganhando vários prémios. Por esta altura Manne deixa Nova York e muda-se para um rancho nos arredores de Los Angeles onde, com a sua mulher, começa a criar cavalos. Estando em Los Angeles (cidade natal do estilo musical West Coast) ele toma um papel importante na West Coast school of jazz actuando com nomes conhecidos como Shorty Rogers, Hampton Hawes, Red Mitchell, Art Pepper, Russ Freeman, Howard McGhee, e muitos outros.
Manne liderou vários pequenos grupos musicais, um deles consistindo consigo na bateria, Joe Gordon na trompete, Richie Kamuca no saxofone, Monty Budwig no baixo e Victor Feldman no piano, estes actuaram durante três dias em 1959 no famoso Black Hawk club em San Francisco e as suas actuações foram gravadas no momento e foram criados 4 LPs servindo como exemplo de inovação de jazz gravado ao vivo.
Ainda no inicio dos anos 50, o jazz começa a desempenhar um papel importante nos soundtracks dos filmes de cinema e Manne foi um dos pioneiros a desempenhar essa função começando com o filme  The Wild One em 1953. Durante vários anos Manne continuou a desempenhar esta função entre outras, como assistente pessoal do realizador Otto Preminger, aparecendo em algumas ocasiões no ecrã dos cinemas com um papel definido. 
Já no final dos anos 50, Manne começou a criar e a tocar as suas próprias bandas sonoras, propositadamente criadas para os filmes, exemplo disso é o filme The Proper Time de 1959 que Manne criou e tocou com o seu grupo Shelly Manne and His Men.
Passados os anos Manne começa a “desaparecer” do grande público à medida que o jazz começa cada vez mais a perder a atenção deste. Em 1966 ele compôs em parceira a canção-tema do seriado Daktari, mesclando influências do jazz e sons africanos. Shelly Manne ajuda, na década de 60 e inicio de 70, a manter o jazz vivo em Los Angeles, sendo co-proprietario do clube nocturno Shelly’s Manne-Hole onde actuava com o seu grupo e muitos outros artistas da altura. Contudo, em 1973, Manne é obrigado a fechar o clube por motivos financeiros.
Com o passar dos anos Manne foi se dedicando a aperfeiçoar o seu próprio estilo, actuando e gravando com artistas conceituados como Bill Evans, John Coltrane, John Lewis, Milt Jackson, entre outros.
A 9 de Setembro de 1984 é homenageado pela cidade de Los Angeles e pela Hollywood Arts Council, sendo declarado nesse dia “Shelly Manne Day".
Passadas mais ou menos duas semanas morre repentinamente com um ataque cardíaco a 26 de Setembro de 1984.

## Discografia
- Shelly Manne & His Men, The West Coast Sound (1953-55, Contemporary)
- Shelly Manne & His Men, Swinging Sounds (1956, Contemporary)
- Shelly Manne & His Men, More Swinging Sounds (1956, Contemporary)
- Shelly Manne & His Friends, My Fair Lady (1956 Contemporary)
- Shelly Manne & His Friends, Li'l Abner (1957 Contemporary)
- Shelly Manne & His Friends, Bells are Ringing (1958, Contemporary)
- Shelly Manne & His Men, The Gambit (1958, Contemporary)
- Shelly Manne & His Men, At The Black Hawk (5 CDs, 1959, Contemporary)
- Shelly Manne & His Men, Shelly Manne & His Men Play Peter Gunn (1959, Contemporary
- Shelly Manne & His Men, At The Manne Hole (2 CDs, 1961, Contemporary)
- Shelly Manne, My Son the Jazz Drummer (1962, Contemporary; reissued as Steps to the Desert, 2004)
- Shelly Manne & His Men, Boss Sounds! (1966, Atlantic)
- Shelly Manne, Daktari (1967, Contemporary)
- Shelly Manne, Perk Up (1967; released 1977, Concord)
- Shelly Manne, Double Piano Jazz Quartet in Concert at Carmelo's (2 CDs, 1980, Trend)